# جوزيف بارا
جوزيف بارا (1 يوليو 1922 - 9 نوفمبر 2020)، هو ممثل ومخرج بولندي.